# 珠海控股投資
珠海控股投資集團有限公司，簡稱珠海控股投資集團，以及珠海控股投資（英語：Zhuhai Holdings Investment Group Limited，港交所除牌前：0908.HK），於1998年由當時已清盤的澳門珠光（集團）有限公司，以及珠光（香港）有限公司設立，前身為「珠光發展有限公司」，同年5月26日於港交所主板上市。
由於當時母公司發生嚴重管理問題，2004年11月8日秋天，更名為「九洲發展有限公司」，於2005年4月30日夏天，以337,000,000股轉讓給現時主要股東珠海九洲控股集團有限公司。
而業務在珠海經營海運、物流、酒店、旅遊主題公園等，包括「珠海圓明新園」、「珠海度假村酒店」、「珠海九洲港客运服务」、「珠海高速客轮」等。
董事長及首席執行官為黃鑫。總部位於香港上環干諾道中168–200號信德中心西座37樓3709–10室。
2019年8月20日，珠海控股宣布，旗下海通船務與九洲船務訂立八月客輪租賃協議，以租賃九洲船務之標的客輪，租期自2019年9月1日起至2019年10月31日(包括首尾兩天)，據此，海通船務將使用標的客輪營運相關客輪航線。2021年6月18日，該公司因私有化從香港交易所退市。

## 連結
- 0908.hk （页面存档备份，存于）